# Шатров, Самуил Михайлович
Самуил Михайлович Шатров (настоящая фамилия — Шапиро; 7 апреля 1909, Киев — 1991, Москва) — русский советский писатель-сатирик, сценарист и прозаик, журналист, военный корреспондент, автор рассказов и фельетонов.

## Биография
Из мещан, еврей.
Выпускник Ленинградского института журналистики. Работал журналистом на Урале и в Казахстане.
В годы Великой Отечественной войны был военным корреспондентом.
Более двадцати лет сотрудничал с газетой «Правда», около сорока лет — с журналом «Крокодил» (с 1941 года).
В 1959 году был принят в члены Союза писателей.

## Творчество
Автор целого ряда юмористических книг, сборников рассказов и фельетонов. Рассказы и фельетоны Самуила Шатрова известны читателям по многочисленным публикациям в журналах и газетах, в «Библиотеке „Крокодила“», а также по книгам, вышедшим в издательстве «Советский писатель».
Темы юмористических рассказов С. Шатрова всегда злободневны. Автор бичует эгоизм, грубость, неуважение к женщине, пьянство, безделье, недоверие к людям.